# Boernoes

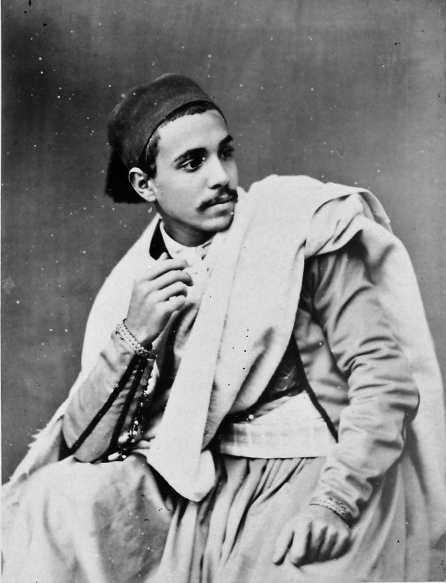
Algerijnse man met een burnous, 19e eeuw.

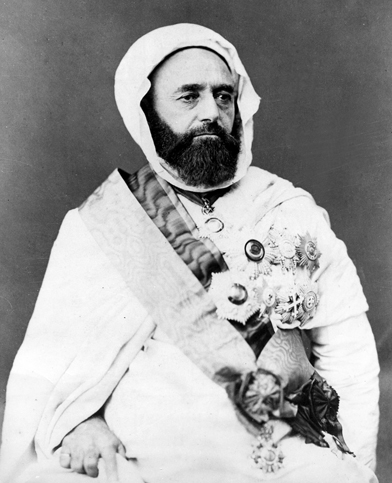
Algerijnse militaire leider Abd el-Kader met een burnous in 1865

Een boernoes (officiële Nederlandse spelling volgens de Woordenlijst van de Nederlandse Taalunie), ook wel burnous, burnoose, bournous of barnous, is een lange mantel van grof wollen stof met een puntige capuchon, vaak wit van kleur, traditioneel gedragen door Arabische en Berberse mannen in Noord-Afrika.
Historisch gezien werd de witte boernoes gedragen tijdens belangrijke evenementen door mannen van hoge positie. Tegenwoordig kunnen mannen van verschillende sociale status het dragen bij ceremoniële gelegenheden, zoals bruiloften of op religieuze en nationale feestdagen.